# Nécropole de la Banditella
La Nécropole de Banditella est un ensemble de tombes étrusques de la période orientalisante située dans la frazione Marsiliana d'Albegna, commune de  Manciano  (province de Grosseto).

## Histoire
La nécropole a été mise au jour en 1908. Les fouilles menées par le prince Tommaso Corsini (1835 - 1919) ont mis au jour 109 sépultures d'une nécropole d'époque orientalisante datant de la fin du VIIIe  au  VIe siècle av. J.-C.
Les tombes se présentent par petits groupes et sont de type a fossa  entourées de tambours en pierre.
Les pièces archéologiques ont été trouvées :
- Au lieu-dit circolo della fibula a été retrouvée une fibule en or décorée par granulation (La Fibula Corsini[1], pièce maîtresse de l'orfèvrerie étrusque du VIIe siècle av. J.-C., conservée au musée archéologique national de Florence)

L'abécédaire de Marsiliana, vers 700 av. J.-C.

- Au circolo degli avori, de nombreux objets d'ivoire dont une tablette en ivoire sur laquelle est gravé un abécédaire de l'alphabet étrusque, le plus ancien qui nous est connu. Il s'agit de la Tablette de Marsiliana, VIIe siècle av. J.-C. conservée au musée archéologique de Florence.

L'habitat dont les restes ont été découverts à environ 1 km au sud de l'actuelle frazione a été détruit par un incendie vers le milieu du VIe siècle av. J.-C. et son territoire a par la suite appartenu à la cité de Vulci.
Le site a été hypothétiquement identifié comme la ville à laquelle appartenait'ager caletranus, cité par les sources romaines, entre les fleuves Fiora et Albenga, dont le nom est normalement transcrit en Caletra.
De nouvelles fouilles ont été engagées à partir de 2002 par l'université de Sienne.

## Sources
- (it) Cet article est partiellement ou en totalité issu de l’article de Wikipédia en italien intitulé « Marsiliana d'Albegna » (voir la liste des auteurs).